# Monserrato Tolo
Monserrato Tolo (Oliena, ca. 1570 – Oliena, dopo il 1630) è stato un nobile italiano, esponente di una famiglia della nobiltà sarda che giocò un ruolo rilevante nella cultura e nella vita religiosa della Sardegna tra il XVI e il XVII secolo.

## Biografia
Monserrato Tolo (o Tolu) nacque a Oliena, in Sardegna, probabilmente intorno al 1570. Era figlio di Sebastiano Tolo, che nel 1565 ottenne in enfiteusi il salto di Biriddò e, nel 1577, acquisì una cappella nella chiesa di Santa Maria Assunta a Oliena, dove ottenne il diritto di patronato e sepoltura. A lui si deve la costruzione del palazzo familiare di Puthu 'e prejòne, ancora oggi presente a Oliena, che fungeva anche da carcere.

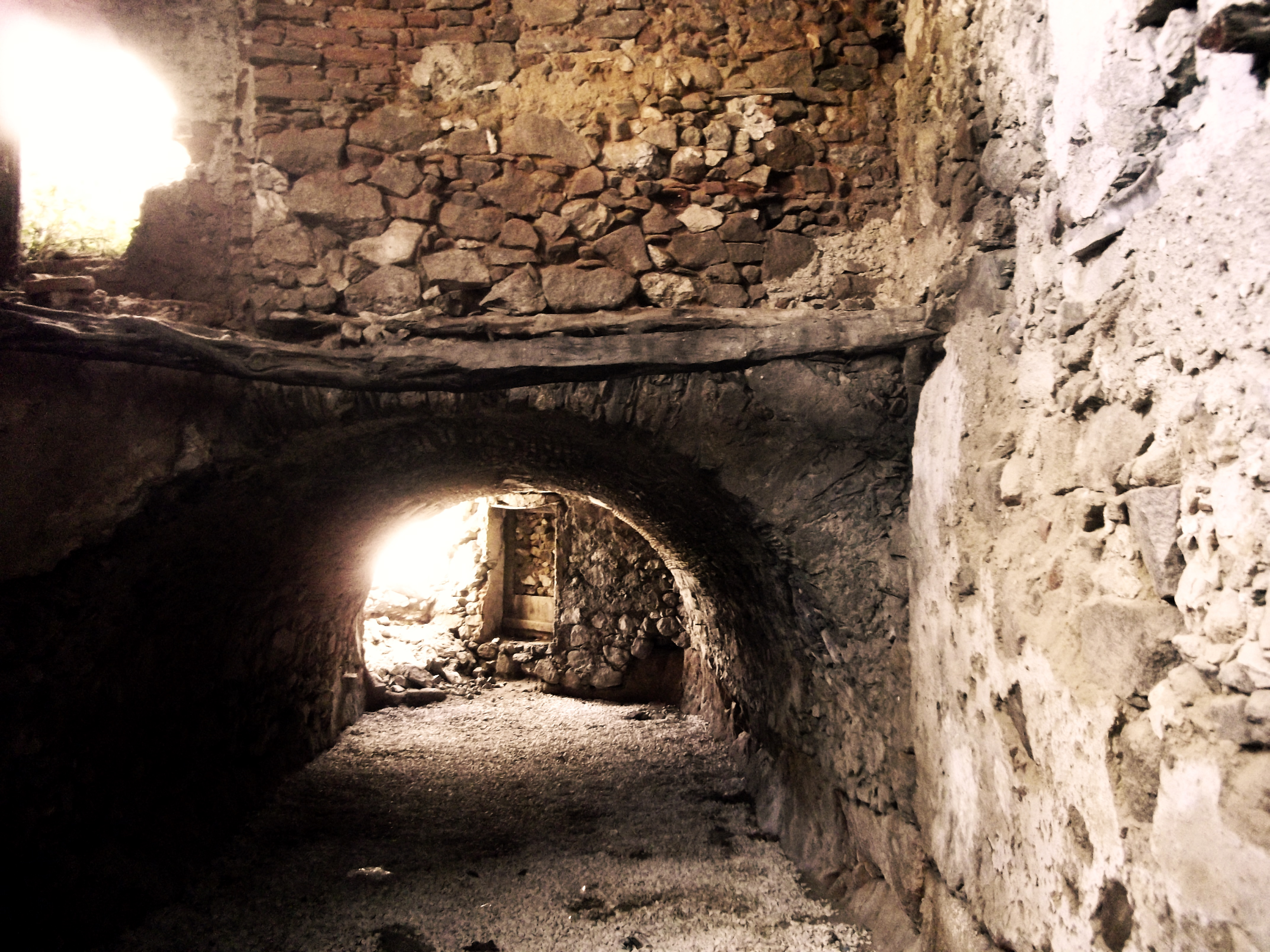
I locali adibiti a prigione nel palazzo signorile dei Tolo

Seguendo le orme del padre, Monserrato si dedicò alla gestione delle terre familiari e svolse anche il ruolo di collettore delle rendite della diocesi di Cagliari. La sua figura risalta, però, per l'impegno nella vita religiosa e culturale, in particolare per il suo mecenatismo artistico. Nel 1602, Monserrato Tolo e sua moglie Andreana Satta Manca commissionarono al pittore Andrea Sanna (detto il Maestro di Ozieri) un retablo dedicato a San Sebastiano per la cappella di famiglia nella chiesa di Santa Maria Assunta a Oliena. Quest'opera, parzialmente conservata, raffigura la Madonna di Monserrat con Gesù Bambino e San Giuseppe.

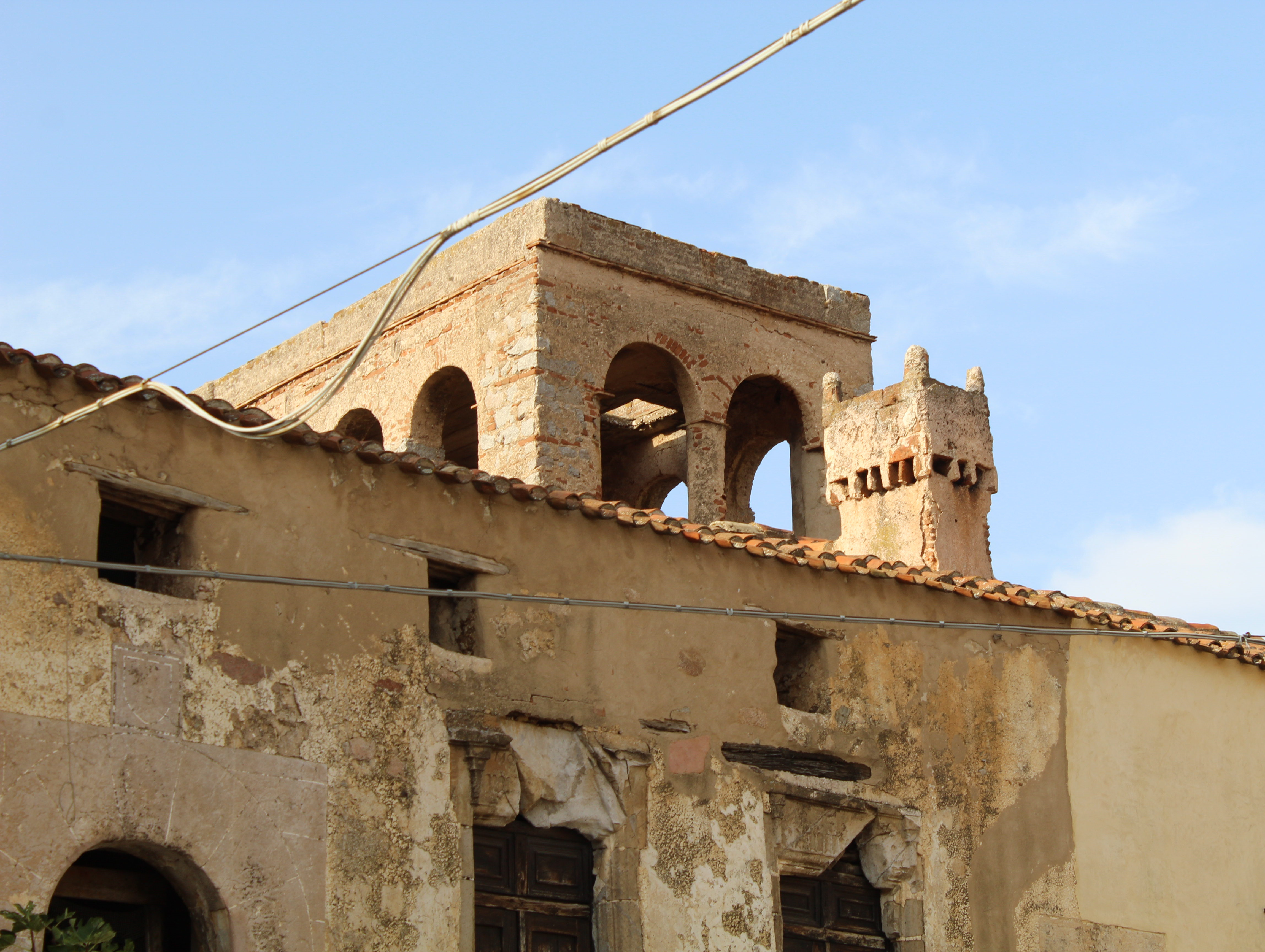
La parte antica del Palazzo Tolo-Calamida

Nel 1611 fece erigere l’altro storico palazzo di Oliena, oggi chiamato Palazzo Tolo-Calamida.

## Riconoscimenti nobiliari
Nel 1613, la famiglia Tolo fu ufficialmente riconosciuta nella nobiltà sarda durante il Parlamento del duca di Gandia. I figli di Monserrato furono ammessi allo stamento militare, e da loro si formarono due principali rami della famiglia: uno a Galtellì, che si estinse nel XVII secolo, e l'altro a Oliena, che continuò a mantenere un ruolo di rilievo. Un suo discendente, Don Salvatore Tolu nacque a Sarule e sposò Donna Caterina Mulas; suo figlio Don Salvator Angelo Tolu-Mulas, da Sarule si trasferì a Siurgus, dove sposò Donna Francesca Melis il 15 febbraio 1722. Morì il 26 luglio 1742 nel villaggio della Trexenta. Da lì la famiglia Tolu si ramificò nei villaggi del Sarcidano e dell'Oristanese, ma anche a Cagliari, Chieti e Palermo. Don Giuseppe Tolu (1846-1905) fu sindaco di Escalaplano. 